# Ронкис
Ронкис (итал. Ronchis) —  коммуна в Италии, располагается в регионе Фриули-Венеция-Джулия, в провинции Удине.
Население составляет 2023 человека (2008 г.), плотность населения составляет 109 чел./км². Занимает площадь 18 км². Почтовый индекс — 33050. Телефонный код — 0431.
Покровителем коммуны почитается святой апостол Андрей Первозванный, празднование 30 ноября.

## Демография
Динамика населения:

## Администрация коммуны
- Официальный сайт: http://www.comune.ronchis.ud.it/